# جام قهرمانان کونکاکاف ۱۹۷۵
جام قهرمانان کونکاکاف ۱۹۷۵ یازدهمین دوره مسابقات بین‌المللی فوتبال باشگاهی سالانه جام قهرمانان کونکاکاف بود که در منطقه کونکاکاف (آمریکای شمالی، آمریکای مرکزی و دریای کارائیب) برگزار شد. این مسابقات از ۵ ژوئیه ۱۹۷۵ تا ۹ مه ۱۹۷۶ برگزار شد.
تیم‌ها به ۳ منطقه (آمریکای شمالی، آمریکای مرکزی و کارائیب) تقسیم شدند، که هر کدام تیم برنده را برای شرکت در مسابقات نهایی فرستادند؛ جایی که برنده مناطق شمالی و مرکزی یک بازی پلی آف انجام دادند تا مشخص شود چه تیمی به مصاف برنده کارائیب در فینال می‌رود. مسابقات تحت سیستم رفت و برگشت انجام شد.
باشگاه مکزیکی اتلتیکو اسپانیول تیم سورینامی ترانسوال را در فینال با نتایج ۳–۰ و ۲–۱ شکست داد و برای اولین بار قهرمان کونکاکاف شد.

## منطقه آمریکای شمالی

### مرحله اول
| مونتری | ۲–۰ | صربین وایت ایگلز |
| ------ | --- | ---------------- |
|        |     |                  |

| صربین وایت ایگلز | ۱–۱ | مونتری |
| ---------------- | --- | ------ |
|                  |     |        |

### مرحله دوم
| اتلتیکو اسپانیول | ۱–۱ | مونتری |
| ---------------- | --- | ------ |
|                  |     |        |

| مونتری | ۰–۱ | اتلتیکو اسپانیول |
| ------ | --- | ---------------- |
|        |     |                  |

## منطقه آمریکای مرکزی

### مرحله اول
| موتاگوا | ۲–۱ | هردیانو |
| ------- | --- | ------- |
|         |     |         |

| هردیانو | ۲–۰ | موتاگوا |
| ------- | --- | ------- |
|         |     |         |

| ساپریسا | ۴–۱ | رئال اسپانیا |
| ------- | --- | ------------ |
|         |     |              |

| رئال اسپانیا | ۲–۰ | ساپریسا |
| ------------ | --- | ------- |
|              |     |         |

| خوونتود المپیکا | ۰–۰ | مونیسیپال |
| --------------- | --- | --------- |
|                 |     |           |

| مونیسیپال | ۲–۱ | خوونتود المپیکا |
| --------- | --- | --------------- |
|           |     |                 |

| پلاتینزه | ۴–۳ | آئورورا |
| -------- | --- | ------- |
|          |     |         |

| آئورورا | ۱–۰ | پلاتینزه |
| ------- | --- | -------- |
|         |     |          |

### مرحله دوم
| ساپریسا | ۲–۰ | هردیانو |
| ------- | --- | ------- |
|         |     |         |

| هردیانو | ۲–۱ | ساپریسا |
| ------- | --- | ------- |
|         |     |         |

| مونیسیپال | ۲–۱ | آئورورا |
| --------- | --- | ------- |
|           |     |         |

| آئورورا      | ۱–۰ | مونیسیپال |
| ------------ | --- | --------- |
|              |     |           |
| ضربات پنالتی |     |           |
|              | ۲–۴ |           |

### مرحله سوم
| ساپریسا | ۲–۲ | مونیسیپال |
| ------- | --- | --------- |
|         |     |           |

| مونیسیپال    | ۰–۰ | ساپریسا |
| ------------ | --- | ------- |
|              |     |         |
| ضربات پنالتی |     |         |
|              | ۵–۶ |         |

## منطقه کارائیب

### مرحله اول
| تیم ۱         | نتیجه نهایی | تیم ۲                | بازی رفت | بازی برگشت |
| ------------- | ----------- | -------------------- | -------- | ---------- |
| سانتوس        | w/o         | یونیورسیداد کاتولیکا |          |            |
| راسینگ هائیتی | ۳–۳*        | رابین‌هود             | ۲–۰      | ۱–۳        |
| ترانسوال      | ۲–۶*        | ویولیت               | ۲–۲      | ۰–۴*       |

- یونیورسیداد کاتولیکا به دلیل ناکامی جمهوری دومینیکن در پرداخت بدهی کونکاکاف رد صلاحیت شد.
- رابین‌هود با قرعه کشی برنده شد.
- طبق گزارش‌ها، بازی دوم در دقیقه ۷۰ با نتیجه ۴–۰ متوقف شد. ویولیت به دلیل استفاده از بازیکنان غیرمجاز محروم شد.

### مرحله دوم
| تیم ۱    | نتیجه نهایی | تیم ۲      | بازی رفت | بازی برگشت |
| -------- | ----------- | ---------- | -------- | ---------- |
| ترانسوال | ۴–۲         | سانتوس     | ۴–۱      | ۰–۱        |
| رابین‌هود | w/o         | مونته‌کارلو |          |            |

- مونته‌کارلو به دلیل ناکامی جمهوری دومینیکن در پرداخت بدهی کونکاکاف رد صلاحیت شد.

### مرحله سوم
| تیم ۱    | نتیجه نهایی | تیم ۲    | بازی رفت | بازی برگشت |
| -------- | ----------- | -------- | -------- | ---------- |
| ترانسوال | ۱–۰         | رابین‌هود | ۱–۰      | ۰–۰        |

## نیمه نهایی
| تیم ۱   | نتیجه نهایی | تیم ۲            | بازی رفت | بازی برگشت |
| ------- | ----------- | ---------------- | -------- | ---------- |
| ساپریسا | ۲–۴         | اتلتیکو اسپانیول | ۱–۲      | ۱–۲        |

## فینال
| ترانسوال | ۰–۳ | اتلتیکو اسپانیول |
| -------- | --- | ---------------- |
|          |     |                  |

| اتلتیکو اسپانیول | ۲–۱ | ترانسوال |
| ---------------- | --- | -------- |
|                  |     |          |